# 개봉로
개봉로(Gaebong-ro)는 서울특별시 구로구 개봉동에 있는 서울특별시도로, 총 연장은 2.216 km이다. 이름이 유래된 것은 행정구역명인 개봉동을 이용하여 도로가 명명되었다.

## 역사
- 2009년 7월 10일 : 도로명으로 개봉로를 고시

## 주요 경유지
- 구로구
  - 개봉3동 - 개봉2동 - 개봉1동

## 접촉하는 도로
- 직결 : 경서로, 광명로
- 교차 : 경인로, 남부순환로

## 교량
- 개봉교

## 철도 연계역
- ● 수도권 전철 1호선 : 개봉역